# Brzozówka (dopływ Pilicy)
Brzozówka – struga, prawy dopływ Pilicy o długości 6,46 km i powierzchni zlewni 8,6 km².
Struga jest dopływem Pilicy w górnym jej biegu. Źródła Brzozówki położone są na wschód od wsi Komparzów w gminie Kluczewsko. Po minięciu wsi płynie wśród lasów w kierunku północno-zachodnim i naprzeciwko wsi Sudzinek wpada do Pilicy.